# 方県郡
- 令制国一覧 > 東山道 > 美濃国 > 方県郡
- 日本 > 中部地方 > 岐阜県 > 方県郡

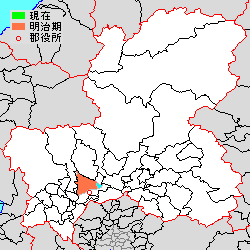
岐阜県方県郡の位置（水色：後に他郡から編入した区域）

方県郡（かたがたぐん）は、岐阜県（美濃国）にあった郡。

## 郡域
1879年（明治12年）に行政区画として発足した当時の郡域は、岐阜市の一部（外山を除く、概ね三田洞東、長良、長良志段見、中川原、長良雄総、鷺山、則武東、則武中、則武西、木田、下尻毛、一日市場北町、一日市場、曽我屋、寺田、河渡より北西および学園町・日光町・大福町の各一部）にあたる。

## 歴史

### 近世以降の沿革
- 「旧高旧領取調帳」に記載されている明治初年時点での支配は以下の通り。●は村内に寺社領が存在。（54村）

| 知行          | 知行                                               | 村数 | 村名                                                                                               |
| ------------- | -------------------------------------------------- | ---- | -------------------------------------------------------------------------------------------------- |
| 藩領          | 大垣藩                                             | 1村  | 岩崎村                                                                                             |
| 藩領          | 磐城平藩(切通陣屋)                                 | 10村 | 中村、下西郷村、小西郷村、西改田村、東改田村、又丸村、川部村、上尻毛村、上曽我屋村、下曽我屋村     |
| 藩領          | 高富藩                                             | 6村  | 三田洞村、西粟野村、岩利村、石谷村、今川村、上城田寺村                                             |
| 藩領          | 尾張藩                                             | 3村  | 真福寺村、折立村、志段見村                                                                         |
| 幕府領        | 美濃郡代                                           | 11村 | 則武村、下土居村、河渡村、下尻毛村、寺田村、木田村、一日市場村、小島村、交人村、古市場村、下鵜飼村 |
| 幕府領        | 美濃郡代 大垣藩預地                                | 1村  | 黒野村                                                                                             |
| 幕府領 藩領   | 美濃郡代 尾張藩                                    | 1村  | 正木村                                                                                             |
| 幕府領 藩領   | 大垣藩預地 高富藩                                  | 1村  | 雛倉村                                                                                             |
| 幕府領 藩領   | 大垣藩預地 尾張藩                                  | 1村  | 鷺山村                                                                                             |
| 幕府領 旗本領 | 大垣藩預地 前田新八郎 織田主水 植村梅之助 山本内膳 | 1村  | 則松村                                                                                             |
| 幕府領 旗本領 | 大垣藩預地 戸田七内                                | 1村  | 芦敷村                                                                                             |
| 幕府領 旗本領 | 大垣藩預地 松平隼人                                | 1村  | 下城田寺村                                                                                         |
| 藩領 旗本領   | 磐城平藩 松平隼人                                  | 1村  | 御望村                                                                                             |
| 藩領 旗本領   | 尾張藩 向坂二之丞                                  | 1村  | 上福光村                                                                                           |
| 藩領 旗本領   | 大垣藩 戸田七内 織田讃之助                         | 1村  | 東粟野村                                                                                           |
| 旗本領        | 戸田七内 前田佐十郎 前田新八郎                     | 1村  | 彦坂村                                                                                             |
| 旗本領        | 戸田七内 織田主水 織田讃之助                       | 1村  | 小野村                                                                                             |
| 旗本領        | 戸田銑五郎                                         | 2村  | 上西郷村、中西郷村                                                                                 |
| 旗本領        | 向坂吉次郎 向坂二之丞                              | 1村  | 上土居村                                                                                           |
| 旗本領        | 曽我主水                                           | 1村  | 打越村                                                                                             |
| 旗本領        | 青木九十郎                                         | 1村  | 雄総村                                                                                             |
| 旗本領        | 織田主水                                           | 1村  | 椿洞村 佐野村                                                                                      |
| 旗本領        | 山本内膳                                           | 1村  | 秋沢村                                                                                             |
| 旗本領        | 織田讃之助                                         | 1村  | 村山村                                                                                             |
| 旗本領 寺社領 | 戸田七内 曽我主水 深坂神社 圓成寺                  | 1村  | 洞村                                                                                               |
| 藩領 寺社領   | 尾張藩 崇福寺                                      | 1村  | 中福光村                                                                                           |

- 慶応4年
  - 4月15日（1868年5月7日） - 幕府領・旗本領が笠松裁判所の管轄となる。
  - 閏4月25日（1868年6月15日） - 笠松裁判所の管轄地域が笠松県の管轄となる。
- 明治元年12月7日（1869年1月19日） - 戊辰戦争の処分により磐城平藩が減封。郡内の領地が笠松県の管轄となる。
- 明治初年 - 領地替えにより名古屋藩領の一部（折立村・志段見村・鷲山村・東粟野村）が笠松県の管轄となる。
- 明治4年
  - 7月14日（1871年8月29日） - 廃藩置県により、藩領が高富県、名古屋県、大垣県となる。
  - 11月22日（1872年1月2日） - 第1次府県統合により、全域が岐阜県の管轄となる。
- 明治7年（1874年）9月
  - 上曽我屋村・下曽我屋村が合併して曽我屋村となる[2]。（53村）
  - 中福光村が改称して福光村となる。
- 明治8年（1875年）（48村）
  - 1月1日 - 一日市場村が小島村に合併。
  - 1月[3]
    - 東粟野村・西粟野村が合併して粟野村となる。
    - 上城田寺村・下城田寺村が合併して城田寺村となる。

  - 6月
    - 上福光村・真福寺村が合併して長良村となる。
    - 芦敷村・村山村が合併して安食村となる。
- 明治12年（1879年）2月18日 - 郡区町村編制法の岐阜県での施行により、行政区画としての方県郡が発足。「厚見方県各務郡役所」が厚見郡岐阜町に設置され、同郡および各務郡とともに管轄。
- 明治22年（1889年）7月1日 - 町村制の施行により、河渡村、寺田村、曽我屋村、一日市場村、木田村、下尻毛村、七郷村、中西郷村、上西郷村、小野村、中村、網代村、黒野村、下鵜飼村、御望村、洞村、交人村、今川村、古市場村、折立村、安食村、石谷村、彦坂村、岩利村、佐野村、打越村、上土居村、城田寺村、椿洞村、則武村、正木村、鷺山村、下土居村、粟野村、岩崎村、三田洞村、長良村、福光村、雄総村、志段見村、古津村が発足。それにともない以下の変更が行われる。（41村）
  - 上尻毛村・川部村・又丸村・東改田村・西改田村・下西郷村・小西郷村が合併して七郷村が発足。
  - 則松村・秋沢村・雛倉村が本巣郡奥村・西秋沢村と合併して網代村が発足。
  - 厚見郡古津村の所属郡が本郡に変更。
- 明治30年（1897年）4月1日 - 郡制の施行のため、厚見郡・各務郡および方県郡の一部の区域をもって稲葉郡、本巣郡・席田郡および方県郡・大野郡の各一部の区域をもって、改めて本巣郡がそれぞれ発足。同日方県郡廃止。
  - 河渡村・寺田村・曽我屋村・一日市場村が合併して本巣郡合渡村となる。
  - 上西郷村・中西郷村・小野村・中村および七郷村の一部（旧・下西郷村）が合併して本巣郡西郷村となる。
  - 粟野村・岩崎村・三田洞村が合併して山県郡岩野田村となる。
  - 上記以外の各村は稲葉郡の所属もしくは同日発足の稲葉郡の各村の一部となる。

## 行政
厚見・方県・各務郡長
| 代 | 氏名 | 就任年月日                | 退任年月日                | 備考                 |
| -- | ---- | ------------------------- | ------------------------- | -------------------- |
| 1  |      | 明治12年（1879年）2月18日 |                           |                      |
|    |      |                           | 明治30年（1897年）3月31日 | 分割により方県郡廃止 |